# Autricourt
Autricourt ist eine französische Gemeinde mit 136 Einwohnern (Stand: 1. Januar 2022) im Département Côte-d’Or in der Region Bourgogne-Franche-Comté.  Sie gehört zum Arrondissement Montbard und zum Kanton Châtillon-sur-Seine.
Der Fluss Ource tangiert das Gemeindegebiet. Nachbargemeinden sind Cunfin im Norden, Lanty-sur-Aube im Nordosten, Riel-les-Eaux und Belan-sur-Ource im Südosten, Châtillon-sur-Seine und Massingy im Süden und Grancey-sur-Ource im Westen.

## Bevölkerungsentwicklung
| Jahr                       | 1962 | 1968 | 1975 | 1982 | 1990 | 1999 | 2008 | 2016 |
| -------------------------- | ---- | ---- | ---- | ---- | ---- | ---- | ---- | ---- |
| Einwohner                  | 209  | 160  | 135  | 126  | 137  | 133  | 119  | 132  |
| Quellen: Cassini und INSEE |      |      |      |      |      |      |      |      |

## Sehenswürdigkeiten
- Kirche Saint-Valentin-de-Rome, Monument historique seit 1914

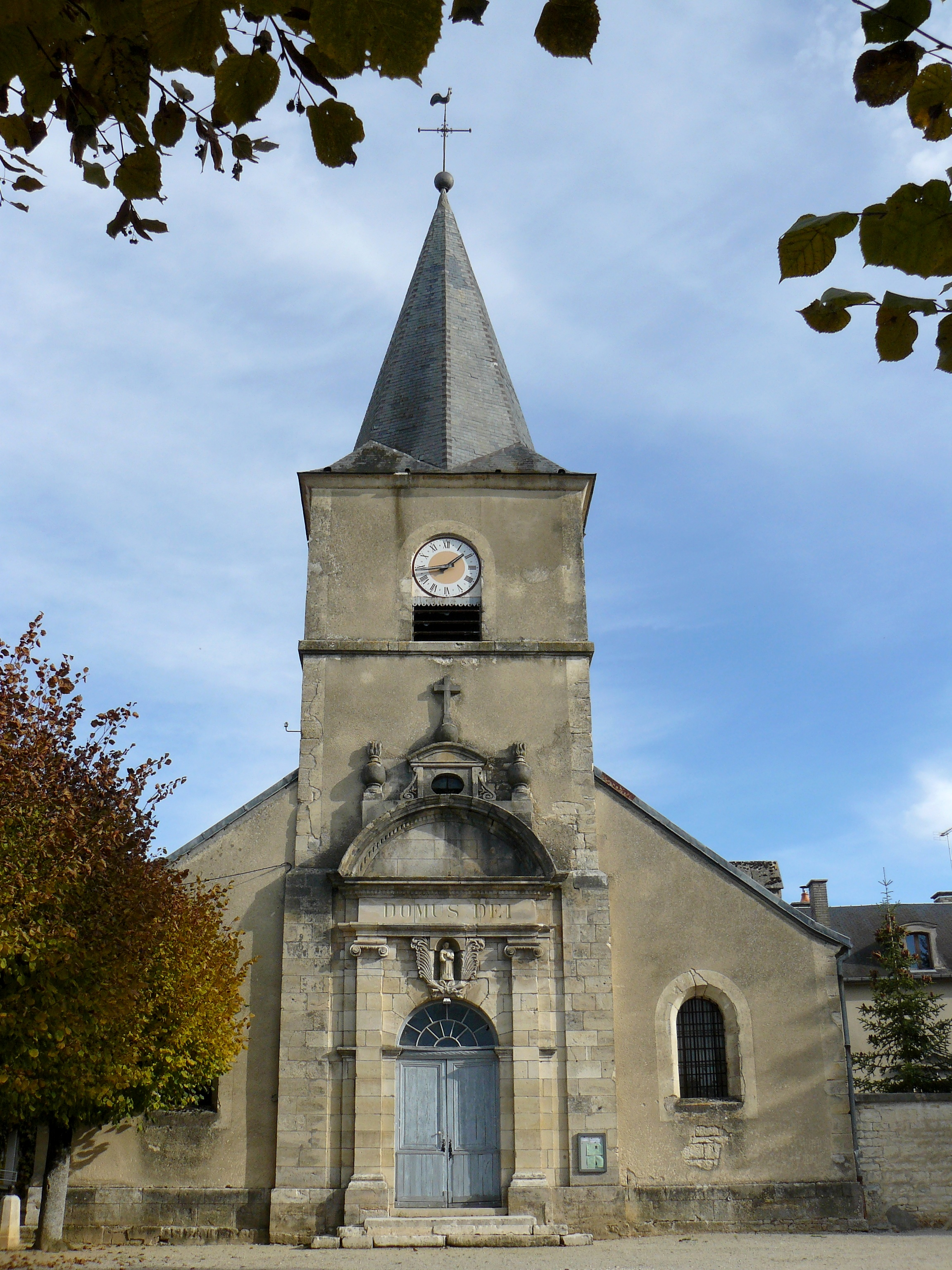
Kirche Saint-Valentin-de-Rome
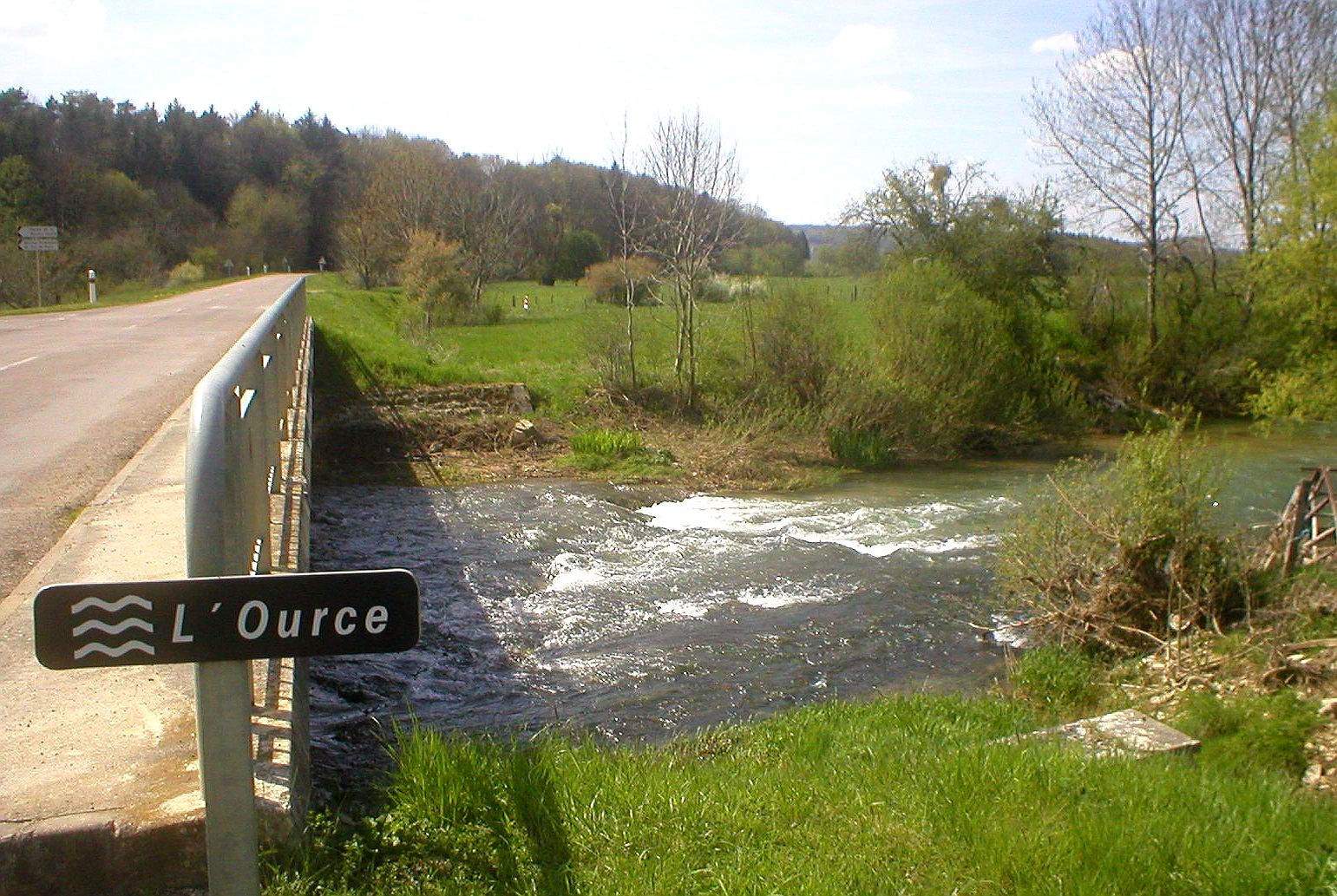
Ource bei Autricourt